# Kekule-Nummer

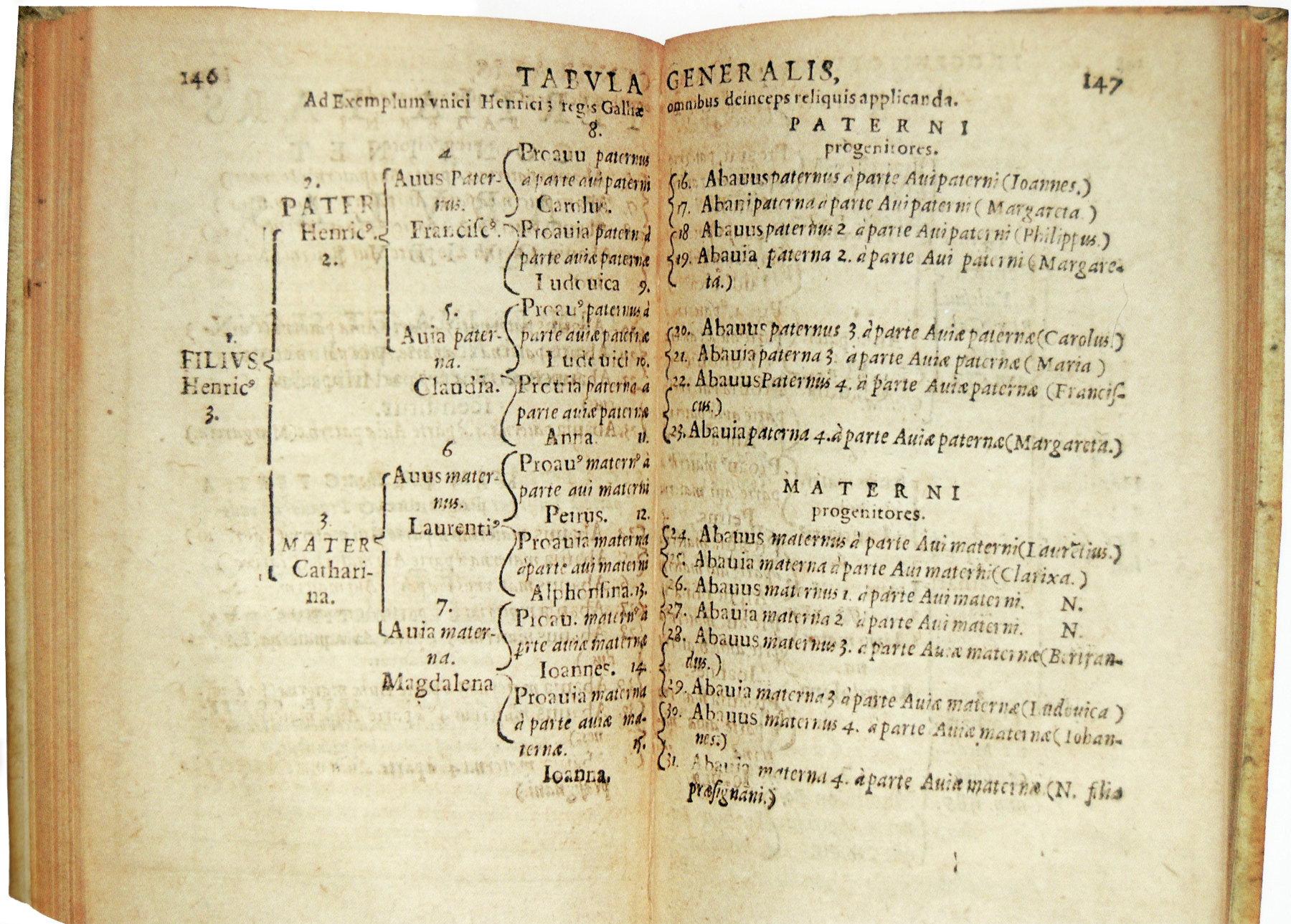
Eine Ahnentafel in Michael von Aitzings Werk Thesaurus principum hac aetate in Europa viventium, Köln 1590, S. 146f., zeigt König Heinrich III. von Frankreich als n° 1 mit seinen Ahnen n° 2 bis n° 31

Die Kekule-Nummer, auch Nummerierung nach dem Sosa-Stradonitz-System oder kurz Sosa-Nummer genannt, bezeichnet die Nummer einer Person in einer Ahnenliste oder Ahnentafel nach Stephan Kekule von Stradonitz. Diese Nummerierung, die sich international durchgesetzt hat, war bereits 1590 durch Michael von Aitzing angewendet worden, dann 1676 durch Hieronymus de Sosa und 1883 durch Francis Galton.
Der Proband erhält unabhängig vom Geschlecht die Nummer 1, sein Vater die Nummer 2, die Mutter die Nummer 3. Hat eine Person die Nummer n (z. B. 2 für den Vater), dann erhält deren Vater die Nummer 2·n (also Verdopplung und damit die Nummer 4 für den Großvater väterlicherseits des Probanden), die Mutter 2·n + 1 (hier also die 5). Der Vater von 10 erhält die Nummer 20, die Mutter erhält die Nummer 21.
Alle männlichen Vorfahren haben demzufolge gerade Zahlen, alle weiblichen ungerade.
Dem Probanden und den Vorfahren-Generationen I bis IV sind somit folgende Nummern zugeordnet:
```
Generation 0                                   1
(Proband)                        ______________|________________
                                |                               |
Generation I                    2                               3
(Eltern)                 _______|_______                 _______|_______
                        |               |               |               |
Generation II           4               5               6               7
(Großeltern)         ___|___         ___|___         ___|___         ___|___
                    |       |       |       |       |       |       |       |
Generation III      8       9      10      11      12      13      14      15
(Urgroßeltern)     _|_     _|_     _|_     _|_     _|_     _|_     _|_     _|_
                  |   |   |   |   |   |   |   |   |   |   |   |   |   |   |   |
Generation IV    16  17  18  19  20  21  22  23  24  25  26  27  28  29  30  31
```

Durch Ahnenverlust ist es möglich, dass ein Teil der Vorfahren mehrere Kekule-Nummern bekommt.

## Eigenschaften
Die Generationsnummer kann von jeder Kekule-Nummer {\displaystyle {x}} durch den Logarithmus zur Basis 2 ermittelt werden:
{\displaystyle {\text{Generation}}(x)=\lfloor \log _{2}x\rfloor }
Hierbei wird davon ausgegangen, dass die Generation 0 den Probanden (Kekule Nr. 1) repräsentiert.
Weitere Beziehungen sind:
{\displaystyle {\text{Kind}}(x)=\lfloor x/2\rfloor }
{\displaystyle {\text{Vater}}(x)=2x}
{\displaystyle {\text{Mutter}}(x)=2x+1}
Anzahl der Verwandten bei Betrachtung von {\displaystyle h} Generationen:
{\displaystyle {\text{verw}}(h)=2^{h}-1}

## Weitere Anwendungen
Die Kekule-Nummerierung wird in der Informatik zur effizienten Adressierung von Binärbaumknoten in einem Array verwendet. Diese Datenstruktur wird beispielsweise zur Implementierung eines Heaps genutzt, der die Grundlage für das Sortierverfahren Heapsort ist. Im Gegensatz zur Genealogie werden allerdings in einem Binärbaum die Eltern-Knoten als Kinder-Knoten und die Kinder-Knoten als Eltern-Knoten bezeichnet.